# William Edmond Logan
William Edmond Logan (Montreal, Quebeque, Canadá, 20 de abril de 1798 — Pembrokeshire, País de Gales, 22 de junho de 1875) foi um geólogo canadense.
Foi laureado com a medalha Wollaston, concedida pela Sociedade Geológica de Londres, em 1856.